# Швебоджице
Швебоджѝце (на полски: Świebodzice; на немски: Freiburg in Schlesien) е град в Югозападна Полша, Долносилезко войводство, Швиднишки окръг. Обособен е в самостоятелна градска община с площ 30,43 км2.

## География
Градът се намира в историческата област Долна Силезия. Разположен е на 12 километра северно от центъра на Валбжих, на 66 километра югозападно от Вроцлав и на 13 километра западно от Швидница.

## История
Селището е споменато за пръв път в писмен документ през 1203 година.
В периода 1975 – 1998 г. е част от Валбжихското войводство.

## Население
Населението на града възлиза на 22 840 души (2017 г.). Гъстотата е 751 души/км2.

## Личности
Родени в града
- Ханс Блюер – германски писател
- Мартин Киршнер – германски политик
- Емил Кребс – германски полиглот
- Валтер Флегел – германски писател

## Градове партньори
- Валдбрьол, Германия
- Марина Горка, Беларус
- Jilemnice, Чехия